# هلدورادو (آلبوم)
هِلْدورادو (به انگلیسی: Helldorado) ‎۸اُمین آلبوم استودیویی گروه هوی متال وسپ است که در سال ۱۹۹۹ روانهٔ بازار شد.
هِلدورادو آن‌چنان که باید انتظارات طرفداران وسپ را برآورده نکرد و بسیاری از آن‌ها شیوهٔ اجرای جدید بلکی لاولس -همراه با جیغ‌های گوشخراش- را دوست نداشتند. عنوان برخی ترانه‌ها هم مانند آثار گذشتهٔ گروه جنجال‌برانگیز بودند، ترانه‌هایی مثل «بیضه‌های کثیف» و «گریه نکن (فقط ساک بزن)».
ترانهٔ ۷اُم آلبوم با نام «کابوی‌های کوکائین» قطعه‌ای در وصف باند قاچاق مخدر «کابوی‌های کوکائین» است که لاولس در بخشی از آن می‌خواند: کابوی‌های کوکائین هیچ وقت نمی‌میرند.

## افراد مشارکت‌کننده
- بلکی لاولس: آواز و گیتار
- کریس هلمز: گیتار
- مایک دودا: گیتار باس و هم‌آوایی
- استت هاولند: درامز و هم‌آوایی